# Pimp My Ride
『Pimp My Ride』（ピンプ・マイ・ライド）は、アメリカの音楽専門チャンネル・MTVの人気番組。日本ではMTVジャパンで、「MTV Pimp My Ride 車改造大作戦！」の題名で放送されているほか、TwellVでは原題のままで放送中。その内容から、公式DVDでのキャッチコピーをはじめ｢大改造!!劇的ビフォーアフターのクルマ版｣と表現されることも珍しくない。
タイトルの意味は｢最高にクールな俺のクルマ｣または｢俺のクルマを改造してくれ!｣と言う意味となると思われ、後述の定番セリフ“Please, MTV! Pimp My Ride!”には「お願いMTV、俺のクルマを改造してくれ！」と言った感じの訳が付けられている。

## 概要
司会兼進行役を務める人気ラッパーのイグジビットと、カリフォルニア州のロサンゼルス近郊にある、シャキール・オニールなどのセレブリティ御用達のカスタムカー軍団「West Coast Customs（英語）」（シーズン4からは「Galpin Auto Sports（英語）(GAS)」）が、応募してくる若者のボロ車に様々な改造を施し、見違えるような姿に仕上げるという内容の番組。
車の改造以外にも、改造前のボロボロになった車を見たイグジビットの酷評も知られている。
2004年3月4日の初回放送開始直後から全米で大人気の番組となった。番組は2006年7月23日に7シーズンで終了。同年秋に『Pimp My Ride International』としてリニューアル。司会進行役はファット・ジョーが務めるとともに、肝心の改造に関しては既存のカスタムショップではなく、番組専属のカスタムチームによって行われている。
日本においてもMTVジャパン、TOKYO MX、TwellVで放送されている。2005年6月からはイギリス版『Pimp My Ride UK』が独自のラインナップで放送されている。

### 番組の流れ
1. イグジビットが軽く紹介をする[注 3]。
2. オープニングテーマ。
3. オーナーによるクルマ紹介。シメにオーナーが“Please, MTV! Pimp My Ride!（お願いMTV、クルマを改造して！）”と叫ぶ。
4. イグジビットがオーナー宅に訪れ、一人でクルマをチェック。
5. オーナーと二人でクルマをチェック。この際、オーナーの趣味や職業も確認し、カスタムの参考とする。
6. オーナーがキーを渡し、イグジビットが自走でショップに持ち込む。
7. ショップスタッフがクルマの惨状に頭を抱えながら、現状確認を行う。
8. スタッフによるカスタム作戦会議。
9. クルマをドンガラ同然になるまで解体し、実際にカスタムを行う。
10. カスタムが完了したクルマとオーナーの対面、クルマの説明、オーナーの趣味や仕事にちなんだプレゼント贈呈。
11. オーナーに近しい人物（友人、家族など）の元にオーナーがカスタム済みのクルマで帰ってくる。
12. その後、オーナーやそれら人々のコメントが出てくる。
13. シメに、オーナーがクルマに乗ったまま“Thanks, MTV for Pimping My Ride（MTV、改造してくれてありがとう！）”と言って走り去る。
14. エピソードによってはエンドロールと共にNG集が流れる。

### 改造内容
タイヤのインチアップや大径クロームホイールの取り付け、車両本体に派手なカラーリングを施すなどの外装の改造から、シートやオーディオ、生地の張替えなどの内装の改造、場合によっては見た目だけでなくエンジンスワップやターボ、NOSなどの装着といったチューニングカーの部類に入るカスタムまで、幅広く行われる。その方向性はアメリカ西海岸で行われている様々な自動車のカスタムジャンル（ホットロッドからスポーツコンパクトなど多岐にわたる）が取り入れられている。
スポンサーから提供されたモニターやDVDプレーヤー、巨大なスピーカー、複数台のゲーム機などの仕掛けが組み込まれるのが特徴。依頼者の趣味や職業に合わせた改造も多く、中には盆栽、銅鑼、風呂、乾燥機、水槽、卓球台、コーヒーメーカー、ジャクジーなどが装備されてしまった例もある。その豪快な改造費が、新車を買えるほどの額になることもしばしばである。

### プレゼント贈呈
改造終了後、オーナーはカスタムされた車の他に、趣味や仕事にちなんだプレゼントを贈られる。その内容は物品だけではなく、様々な権利、著名な人物と過ごす時間など様々である。

### 改造対象車
車種、メーカー、車両のジャンル（乗用車だけでなく、商用の大型バンを改造する回も多々ある）を問わず、多くの自動車を改造する。
年式も非常に多種多様で、日本で言うところの旧車にあたるような年代の車種から新しいものでは2003年式E130型カローラセダン（北米専売モデル）まである。
ここではSeason 1 - 5を記載する。車名はウィキペディア内のプロジェクト:乗用車#記事名ではなくMTVジャパンでの表記に基づく。
Season 1
1. ダイハツ・ハイゼット
2. キャデラック・セビル
3. カトラス・シュープリーム
4. ホンダ・シビック
5. 三菱・ミラージュ
6. フォード・マスタング
7. フォード・レンジャー
8. ポンティアック・トランザム
9. シボレー・ラブ
10. フォード・マスタング
11. 日産・マキシマ
12. フォルクスワーゲン・ビートル
13. ホンダ・CR-X
14. トヨタ・ランドクルーザー
15. フォード・エスコート

Season 2
1. キャデラック・エルドラド
2. フォード・エスコート
3. ワーゲン・ワーゲンバス
4. シボレー・サバーバン
5. シボレー・ブレイザー
6. アキュラ・レジェンド
7. 日産・240SX　- S13(いわゆるワンビア)、NEED FOR SPEED UNDERGROUND2登場車両をモチーフとして製作。
8. フォード・フェアレーン
9. フォード・エコノライン
10. シボレー・S10
11. シボレー・キャバリエ
12. シボレー・カブリス
13. ホンダ・シビック
14. シボレー・ベルエア
15. トヨタ・バン
16. 三菱・エクリプス

Season 3
1. AMC・ペーサー
2. トヨタ・カローラ
3. シェビー・ピックアップ
4. ダッジ・キャラバン
5. シボレー・シェベル
6. フォード・トーラス
7. ビュイック・センチュリー
8. シェビー・パネルトラック

Season 4
1. シボレー・マリブ
2. フォルクスワーゲン・181
3. 三菱・ギャラン
4. フォード・エコノライン・アイスクリームトラック
5. トヨタ・T100
6. キャデラック・デビル・リムジン
7. トヨタ・セリカ
8. ランドローバー・レンジローバー
9. シボレー・モンテカルロ
10. フォード・コントゥア
11. マーキュリー・クーガー
12. フォード・プローブ
13. シボレー・エルカミーノ
14. フォルクスワーゲン・タイプ1
15. シボレー・K5ブレイザー
16. 日産・パルサー

Season 5
1. 改造車のその後 特集[注 6]
生まれ変わったクルマで毎日楽しんでいる人、乗るのがもったいなく盗難防止を兼ねてタイヤを外して保管している人、事故により全損した人が登場する。
2. フォード・サンダーバード
3. グラマン・トラック
4. 「アース・デー・スペシャル」Break The Addiction特別版　シボレー・インパラ
この回ではアース・デーにちなんでバイオディーゼルに対応したエンジンへの換装やリサイクルした素材を使うなど環境に配慮した改造が行われたほか、当時のカリフォルニア州知事アーノルド・シュワルツェネッガーがゲストで登場しカリフォルニアの環境政策をPRした。
5. メルセデス・ベンツ・300SE
6. シボレー・バン
7. クライスラー・グランドボイジャー
8. 日産・マキシマ
9. フォード・フェスティバ
10. ホンダ・CRX
11. フォード・エコノライン・バン
12. ジープ・グランド・ワゴニア
13. ポンテアック・サンバード
14. トヨタ・Rav 4
15. フォード・LTD・クラウンヴィクトリア・ステーション・ワゴン
16. シボレー・キャバリエ
17. スバル・インプレッサ
18. キャデラック・フリートウッド・霊柩車

### 車両そのものが交換された例
稀に何らかの理由で丸ごと新車に取り替え、それを改造する例がある。
- Season1の最終回（第15回）のフォード・エスコートの場合、初代サイオン・xB（トヨタ・bB）に取り替えられている。
理由としてはこのエスコートが「カスタムするのが危険なほど朽ち果てている（モノコック自体がニコイチされている（接合車）上、その作業も手抜き工事（接合部の大半が接着剤で固定され、わずかにある溶接部も溶接が甘い）だったから」である。この危険極まりない惨状に見かねてこの回では、アメリカで若者向け販売に苦慮しているトヨタ[注 7]から新車が提供されている[2]。
- Season2・第8回・フォード・フェアレーンの回ではトヨタ・4ランナーが贈呈された。
理由はオーナーが「整備士になる」と言う目標を持っているからで、｢フェアレーンは手つかずで返却して彼に修理させよう｣ということになった。もちろんそれでは番組が成り立たないので、カスタム済みの新車が贈呈された。
- Season4・第16回・日産・パルサー（初代EXA）はあまりにボロ過ぎるとフォード・マスタングに取り替えられた[3]。